# Murchison Widefield Array
Das Murchison Widefield Array (MWA) ist ein Radioteleskop in Australien. Es zeichnet sich durch eine große Zahl sehr einfacher und kostengünstiger Antennen aus, die über eine große Fläche im australischen Outback verteilt sind. Im Gegensatz zu vielen anderen Radioteleskopen besitzt das MWA keine beweglichen Teile. Dennoch kann das Teleskop Radiosignale gezielt aus einer Richtung empfangen. Der Richtempfang geschieht auf elektronischem Weg.

## Technische Daten

### Bauphase I
Das Teleskop der Bauphase I kann im Bereich von 80 MHz bis 300 MHz Signale optimiert empfangen. In den angrenzenden Spektralbereichen ist ein Empfang zwar auch möglich, aber aufgrund der abnehmenden Antennenempfindlichkeit nicht mehr rentabel.
Das Teleskop produziert ca. 50 TB pro Tag an Rohdaten, die über einen Rechnerverbund verarbeitet werden.
Die 2048 Dipolantennen sind in 128 Gruppen zu je 16 Antennen in quadratischer Anordnung auf einer Fläche von 2000 m²
verteilt. Ein Teil der Kacheln ist dabei in einem relativ dicht besetzten Gebiet, Compact Array genannt, verteilt, während ein weiterer in wesentlich größeren Abständen als sogenanntes Extended Array aufgebaut ist.
Die Analog-Digital-Wandlung aller Signale erfolgt im Empfangsband, ein Grund für die hohe Datenmenge. Das MWA liegt in der Mid-West Radio Quiet Zone, einer Funkschutzzone mit 70 km Radius, innerhalb derer jeglicher Funkbetrieb streng reglementiert, wenn nicht gar verboten ist. Die nächste größere Stadt, Geraldton (Australien) mit 27 000 Einwohnern, liegt gut 300 km entfernt, was zu einer entsprechenden Dämpfung der Störsignale führt, die üblicherweise von Wohn- und Gewerbegebieten ausgehen.

### Bauphase II
Die elektrotechnischen Eigenschaften der Bauphase IIA und IIB gleichen denen der Bauphase I. Es wurden zusätzliche 128 Kacheln mit entsprechenden Empfängern installiert. Davon 72 in zwei kompakten hexagonalen Arrays und 56 in einer unregelmäßigen Verteilung für Long Baseline Interferometrie. Die neuen Kacheln des Extended Arrays aus Bauphase IIB verteilen sich in Ost-West-Richtung über 5 km und in Nord-Süd-Richtung über 5,5 km.
Mit der Bauphase II wurde die Zahl der Kacheln ebenso wie der Empfänger verdoppelt. Damit verdoppelt sich auch etwa die anfallende Datenmenge.

## Konstruktionsprinzip
Das Teleskop besteht aus einer Vielzahl von einzelnen Ultrabreitbandantennen. Diese sind in einem Pseudo-Zufallsraster auf einer Fläche von 1,5 km Durchmesser verteilt. Die Antennen sind starr montiert, so dass eine einzelne Antenne keine veränderbare Richtwirkung besitzt. Die Antennen selbst enthalten jeweils zwei Dipole, mit denen zwei lineare Polarisationen erfasst werden können.

### Strahlformer
Die Richtwirkung des Teleskops wird durch Strahlformer erreicht, das sind Geräte, die durch Laufzeitanpassungen in den Messleitungen der einzelnen Antennen eine Vorzugsrichtung bei der Erfassung von Radiosignalen erzeugen.
Für jede Antennenkachel mit je 16 Antennen wird ein Strahlformer eingesetzt. Die Strahlformer verarbeiten die je 16 Signale der Antennen unabhängig voneinander für die zwei Polarisationen. Für die Richtungsgebung werden die Signale durch eine wählbare Kombination von 5 Verzögerungsleitungen geleitet. Durch die Steuerung der Verzögerung wird eine Strahlformung erreicht, die keine nennenswerte Frequenzabhängigkeit besitzt, anders als dies bei einer Phasensteuerung der Fall wäre. Die Strahlformer befinden sich jeweils direkt bei den zugeordneten Antennenkacheln und senden ihr verstärktes analoges Ausgangssignal nach Polarisation getrennt zu den Empfängerknoten. Der Strahlformer ist so dimensioniert, dass pro Kachel eine Antennenkeule (Hauptempfangsrichtung) ausgebildet wird. Eine Ausbildung unterschiedlicher Keulen wäre zwar denkbar gewesen, wurde jedoch nicht als ökonomisch sinnvoll betrachtet.

### Empfänger
Die jeweils zwei Signale von insgesamt 8 Kacheln (entsprechend 128 Antennen) werden über Koaxialkabel zu einem Empfängerknoten übertragen; für die insgesamt 2048 Antennen gibt es daher 16 Empfängerknoten. Die Signale, die in den Antennenkacheln bereits Bandpassfilter durchlaufen haben, werden an den Eingängen der Empfängerknoten nochmals zur Unterdrückung von Aliasing und Gleichanteilen gefiltert. Diese und weitere Funktionen zur Signalaufbereitung und Störunterdrückung sind in einer als Analog-Signal-Conditioning bezeichneten Baugruppe enthalten. Die daraus erhaltenen Signale, die bis dahin keiner Mischung (Multiplikation im Zeitbereich) unterworfen wurden, gelangen daraufhin in einen Digitalisierer (ATMEL AT84AD001B), der mit 655,36 Msample/s abtastet und mit 8 bit Auflösung quantisiert. Die digitalisierten Signale werden sofort gefiltert und in 1,28 MHz breite Frequenzbänder aufgeteilt, wovon bis zu 24 zur weiteren Übertragung selektiert und aufbereitet werden.
Per Glasfaser übertragen werden also die Daten aller am Empfängerknoten angeschlossenen Kacheln, diese allerdings auf ein Drittel des gesamten Frequenzbandes reduziert. Das übertragene Datenvolumen der Empfängerknoten summiert sich grob zu etwas weniger als 100 Gbit/s.

### Korrelatoren
Die Korrelatoren arbeiten nach dem ‚FX-Prinzip‘, das heißt, es findet zuerst eine Fourier-Transformation der Signale in den Frequenzbereich mit Filterung statt und danach eine Korrelationsrechnung. Die Filterung arbeitet mit minimal 10 kHz Bandbreite, was wiederum einen hohen Rechenaufwand bedeutet. Die Vielzahl der schmalbandigen Datenströme der jeweiligen Antennenkacheln werden dann korreliert, um Phasen- und somit Richtungsinformation zu erhalten. Dabei fallen CMAC (complex multiply and accumulate) Operationen in der Größenordnung von 1012 pro Sekunde an. Diese anspruchsvolle Aufgabe wird durch FPGA-Boards bewältigt. Die entstehende Datenmenge ist ähnlich umfangreich wie am Eingang des Korrelators und wird an Server mit konventioneller Technik zur weiteren Verarbeitung übergeben. Dabei kommen GPU-Cluster zum Einsatz, die sich in der Vergangenheit für ähnliche Berechnungen als besonders leistungsfähig erwiesen haben.

## Entwicklung und Zukunft
Ein Testgerät mit 32 Kacheln wurde im Zeitraum von 2007 bis 2011 gebaut und getestet. 2010 wurden insgesamt 4,6 Millionen australische Dollar zum Bau des MWA zur Verfügung gestellt. Der Bau begann 2011 und nach einer Testphase nahm das Teleskop am 9. Juni 2013 den offiziellen Beobachtungsbetrieb auf.
Die Anlage wurde bis 2017 auf 256 Kacheln erweitert. Diese können aber mit der heutigen Empfängerausstattung nicht simultan betrieben werden, so dass jeweils eine geeignete Konfiguration mit Fokus auf unterschiedliche Betriebsmodi gewählt werden muss. Eine Erweiterung der Empfänger und des Korrelators wird angestrebt, ist aber noch nicht geplant.

## Anwendungsmöglichkeiten und Fähigkeiten
Mit jeder Antennenkachel kann eine eigene Hauptempfangskeule erzeugt werden; das bedeutet, dass grundsätzlich ebenso viele unterschiedliche Ziele wie Antennenkacheln gleichzeitig beobachtet werden können. Da die Antennenfläche einer Kachel jedoch vergleichsweise gering ist, ist diese Verwendung eher die Ausnahme und nicht für typische Beobachtungen astronomischer Objekte geeignet. Durch die große Ausdehnung der Kacheln über ein Feld von 1,5 km Durchmesser lassen sich Grundlinien für synthetische Aperturen mit dieser Größenordnung erzeugen. Dies erlaubt, wie die VLBI-Teleskopie, nur in kleinerem Maßstab, Beobachtungen mit besonders hohem Störabstand sowie Winkelauflösung.
Die Strahlformung durch gesteuerte Verzögerungsleitungen ermöglicht eine Ausrichtung des Teleskops ohne bewegliche Teile. Das bringt den Vorteil, dass man auf teure, nicht verschleißfreie Mechanik verzichten kann, aber den Nachteil, dass die Winkelauflösung der Strahlausrichtung einer Kachel durch die Abstufungen der Verzögerungsleitungen festgelegt ist.
Die große Zahl der Antennenkacheln sowie deren Verteilung soll sich als besonders günstig für die Störvermeidung und Störunterdrückung erweisen. Störungen aus terrestrischen und orbitalen Quellen lassen sich isolieren, orten und vom Nutzsignal entfernen.

## Besondere Beobachtungsziele
Das Murchison Widefield Array soll unter anderem Erkenntnisse über die Reionisation des Universums erbringen.
Der Wissenschaftler Steven Tingay von der Curtin University in Perth hat in der Fachzeitschrift Astronomical Journal vorgeschlagen, das MWA zur Lokalisierung von Weltraumschrott zu verwenden. Die Radiowellen kommerzieller Rundfunksender aus dem Raum Perth werden laut Tangay von den Trümmern im All reflektiert, sodass diese Signale empfangen werden könnten, so dass man daraus Rückschlüsse auf die Situation im erdnahen Orbit (zwischen 400 und 2000 Kilometer) zu ziehen in der Lage wäre.